# Joseph Londji
Joseph Londji (ur. 26 listopada 1976) – piłkarz z Demokratycznej Republiki Konga grający na pozycji napastnika.

## Kariera klubowa
W swojej karierze piłkarskiej Londji był między innymi zawodnikiem 1. FC Köln. W pierwszym zespole z Kolonia nie rozegrał żadnego meczu.

## Kariera reprezentacyjna
W 2000 roku Londji był powołany do reprezentacji Demokratycznej Republiki Konga na Pucharze Narodów Afryki 2000. Na tym turnieju był rezerwowym i nie rozegrał żadnego meczu.